# Feregi, Hunedoara
Feregi este un sat în comuna Cerbăl din județul Hunedoara, Transilvania, România. Parte a Ținutului Pădurenilor, satul Feregi este situat în masivul muntos Poiana Ruscă. Are doar 35 de case și 62 de locuitori.

## Componență comunei Cerbăl
- Comuna Cerbăl, 87 de locuitori;
- Arănieș, 25 de locuitori;
- Feregi, 62 de locuitori;
- Merișoru de Munte, 23 de locuitori;
- Poienița Tomii, 54 de locuitori;
- Poiana Răchițelii, 124 de locuitori;
- Socet, 55 de locuitori;
- Ulm, 44 de locuitori.

## Obiective turistice
- Codrii seculari pe Valea Dobrișoarei și Prisloapei (rezervație naturală, 139,3 ha).

- Biserica Sfinții Arhangheli, situată la marginea de nord a așezării, într-o atmosferă solitară, este datată după mijlocul secolului al XVIII-lea. Înscrie tipul arhaic, al unui dreptunghi, cu altarul în continuarea navei, poligonal cu trei laturi (dimensiunile navei: 6,90 m / 5,54 m; laturile absidei: între 2,35 m și 2,50 m, înaltimea pereților: 1,80 m). Pentru obtinerea prelungirii streașinii, capetele bârnei de sus prezintă o alungire accentuată, consola fiind tratată cu crestături curbe și în acoladă, dublată de profil. Îmbinarile, în coadă de rândunică, au fost acoperite cu scânduri verticale, în ideea consolidării. Deasupra pronaosului este clopotnița scundă, cu foișor simplu și coif (învelit cu tablă, în locul sitei, iar cea de pe acoperiș cu tiglă, ieșind în evidență pantele sale abrupte). La interior, pronaosul și altarul au tavanul drept; naosul, o boltă semicilindrică, retrasă, preț de o bârnă, de la nivelul pereților lungi. Fețele, dinspre interior, ale bârnelor, au fost, nu demult, acoperite cu tencuială.
- Spectacolele locale, la care dubașii execută două jocuri arhaice: „Spicul de grâu” și „Brâul pădurenesc”.

## Galerie de imagini

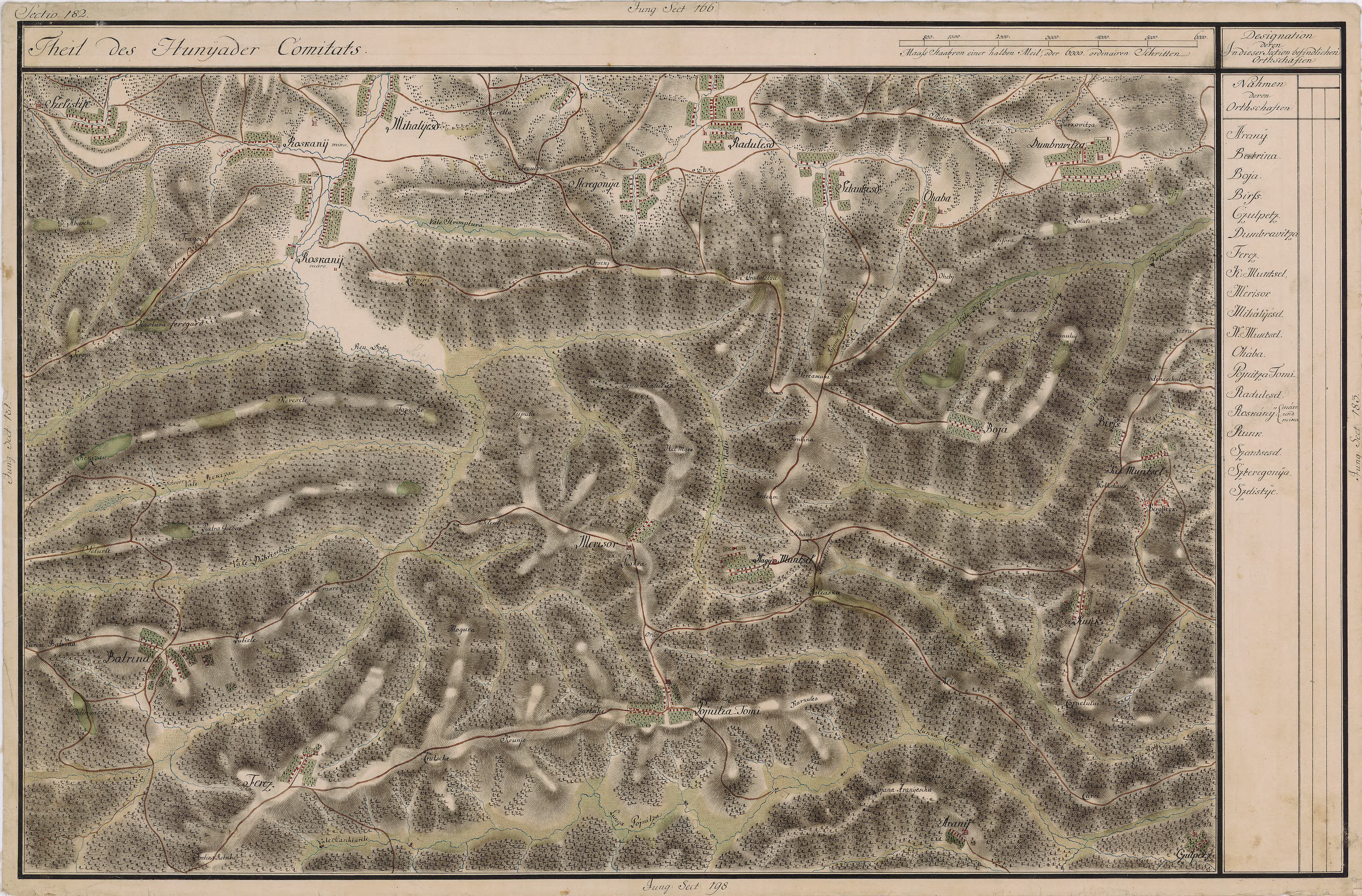
Feregi în Harta Iosefină a Transilvaniei, 1769-1773
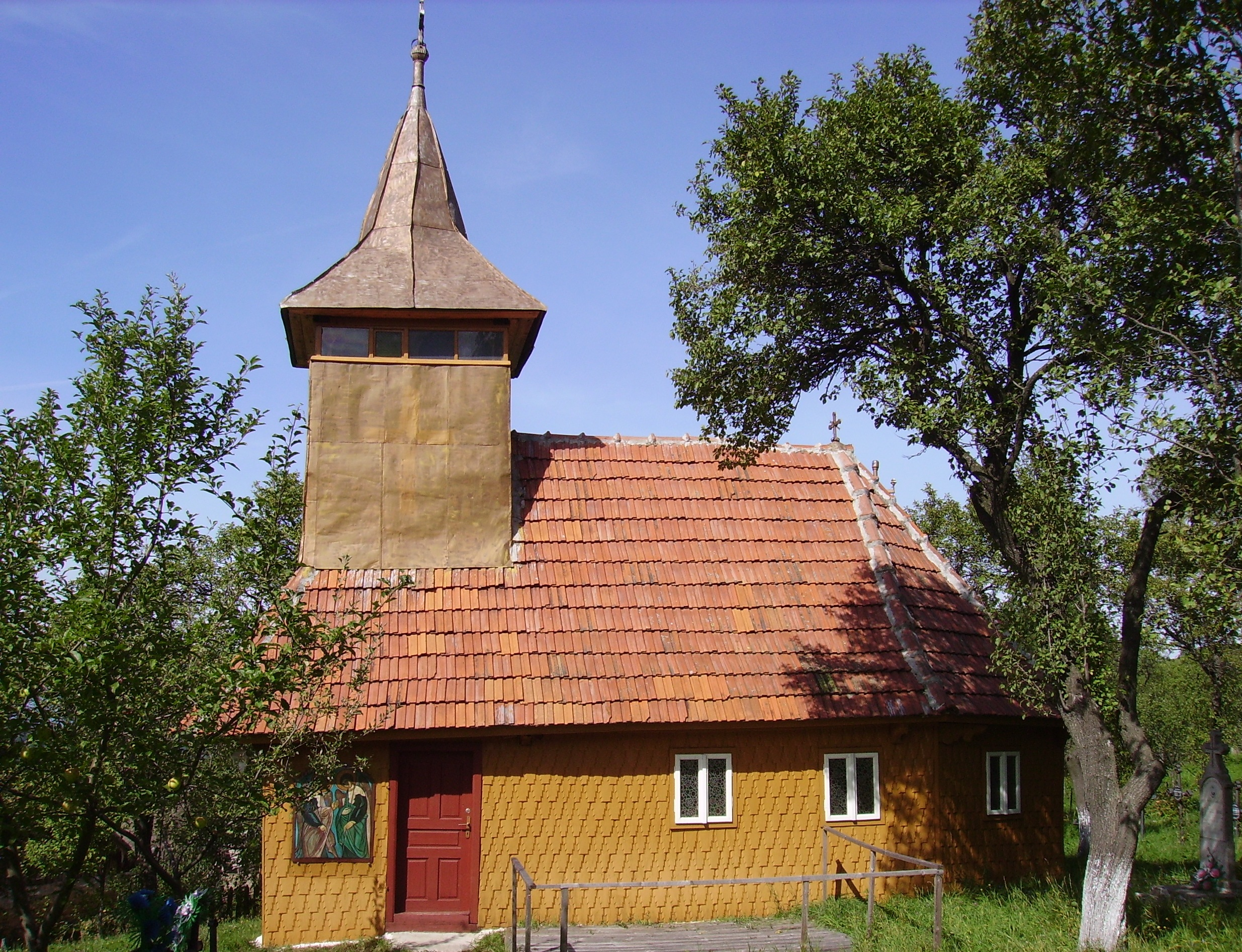
Biserica de lemn